# Tatanka
 (septembre 2014).
Si vous disposez d'ouvrages ou d'articles de référence ou si vous connaissez des sites web de qualité traitant du thème abordé ici, merci de compléter l'article en donnant les références utiles à sa vérifiabilité et en les liant à la section « Notes et références ».
Pour les articles homonymes, voir Tatanka (homonymie).
Tatanka est une série de bande dessinée fantastique. Le scénario est de Joël Callède, les dessins sont de Gaël Séjourné et la mise en couleur est de Jean Verney,.

## Synopsis
Les militants de l'association « Tatanka » mènent un combat de chaque instant pour la défense et la protection des animaux, persuadés qu'une vie animale a autant de prix qu'une vie humaine… parfois même plus ! Ils n'hésitent pas à mener de véritables missions commando pour sauver des animaux condamnés à périr dans les laboratoires de recherche : des « opérations de libération » comme ils disent…
Mais la dernière mission est un échec et les membres du commando se trouvent très vite au cœur d'une affaire aux enjeux bien plus vastes, ils deviennent ainsi de parfaits boucs émissaires pour des autorités qui ont à gérer une crise de santé publique majeure. Il est question d'une maladie dont les animaux seraient les vecteurs… une maladie inconnue… une maladie mortelle…

## Albums
- Tome 1 : Morsure (2005)
- Tome 2 : Contamination (2006)
- Tome 3 : Mutation (2007)
- Tome 4 : Infiltration (2008)
- Tome 5 : Cobaye (2009)

## Publication
La série est éditée par Delcourt dans la collection « Machination ».